# دار نشر جامعة برنستون
دار نشر جامعة برينستون (بالإنجليزية: Princeton University Press) هي ناشر أكاديمي مستقل ترتبط بجامعة برينستون. وتتمثل مهمتها في نشر المنح الدراسية داخل الأوساط الأكاديمية بشكل خاص والمجتمع ككل.
تأسست دار النشر هاته من قبل ويتني دارو، بدعم مالي من تشارلز سكريبنر الثاني، كمطبعة لخدمة مجتمع برينستون في عام 1905. شُيد المبنى المميز لدار النشر في عام 1911 في شارع وليام في برينستون. كان أول كتاب لها عبارة عن طبعة جديدة لعام 1912 من محاضرات جون ويذرسبون عن الفلسفة الأخلاقية.

## وصلات خارجية
- الموقع الرسمي